# Memmedrza Sheyxzamanov
Memmedrza Sheyxzamanov (en azerí: Məmmədrza Şeyxzamanov; Gəncə, 4 de marzo de 1915 – Bakú, 25 de enero de 1984) fue actor de teatro y de cine de Azerbaiyán, Artista del Pueblo de la RSS de Azerbaiyán.

## Biografía
Memmedrza Sheyxzamanov nació el 4 de marzo de 1915 en Ganyá. En 1934-1936 estudió en el estudio del Teatro de Drama de Ganyá y interpretó en la escena de este teatro desde 1936-1954. En 1954-1984 trabajó en el Teatro Académico Estatal de Drama de Azerbaiyán. El actor interpretó en su primera película “Bextiyar” en 1955. Recibió el título “Artista del Pueblo de la RSS de Azerbaiyán” en 1974.
Memmedrza Sheyxzamanov murió el 25 de enero de 1984 en Bakú.

## Filmografía
- 1955 – “Bextiyar”[3]
- 1960 – “Mañana”
- 1961 – “Nuestra calle”
- 1962 – “Telefonista”
- 1962 - “Gran apoyo”
- 1966 - “¿Por qué eres silencioso?”
- 1966 - “La chica morena”
- 1969 - “Nuestro profesor Cabish”
- 1970 - “Mis siete hijos”
- 1973 – “Nasimi”
- 1978 - “Aniversario de Dante”
- 1979 - “Interrogatorio”
- 1980 - “Me espera”
- 1981 - “No te preocupes, soy contigo”
- 1982 – “Nizami”
- 1983 - “¿Dónde está Ahmed?”

## Premios y títulos
- Artista de Honor de la RSS de Azerbaiyán
- Artista del Pueblo de la RSS de Azerbaiyán (1974)
- Premio Estatal de la RSS de Azerbaiyán (1984)